# حسین عسکری
حسین عسکری (زادهٔ ۳ فروردین ۱۳۵۴ در خمین) دوچرخه‌سوار تیم ملی ایران می‌باشد. وی تجربه حضور در سه دوره المپیک، شش دوره بازی‌های آسیایی را در کارنامه خود دارد. همچنین وی موفق به کسب پنج مدال طلای مسابقات قهرمانی آسیا، ۲۷ مدال نقره و برنز مسابقات بازی‌های آسیایی و قهرمانی آسیا شده است. او اکنون عضو تیم دوچرخه‌سواری پیشگامان کویر یزد و سابقه حضور در باشگاه دوچرخه سواری پتروشیمی تبریز دارد. وی در سال‌های ۲۰۰۷ و ۲۰۰۸ به عنوان ورزشکار سال قاره آسیا انتخاب شد.